# Rosalia ferriei
Rosalia ferriei là một loài bọ cánh cứng trong họ Cerambycidae.